# Porsche Tennis Grand Prix 2017
Porsche Tennis Grand Prix 2017 byl tenisový turnaj ženského profesionálního okruhu WTA Tour, hraný v hale Porsche-Arena na krytých antukových dvorcích. Konal se mezi 24. a 30. dubnem 2017 v německém Stuttgartu jako jubilejní  čtyřicátý ročník turnaje.
Rozpočet turnaje činil 776 000 dolarů. V rámci WTA Tour se řadil do kategorie WTA Premier Tournaments. Představoval jediný ženský turnaj v sezóně 2017 probíhající na krytých antukových dvorcích. Vítězka dvouhry vyjma finanční odměny tradičně obdržela červený sportovní vůz Porsche 911, model Carrera GTS Cabriolet. Šampionky čtyřhry získaly jízdní kolo.
Nejvýše nasazenou hráčkou ve dvouhře se stala světová dvojka a obhájkyně trofeje Angelique Kerberová z Německa. Jako poslední přímá účastnice do dvouhry nastoupila 43. ruská hráčka žebříčku Jekatěrina Makarovová.
K závodnímu tenisu se vrátila bývalá ruská světová jednička Maria Šarapovová poté, co ji 26. dubna 2017 vypršel 15měsíční zákaz startu na okruzích po pozitivním nálezu meldonia během Australian Open 2016. Organizátoři jí udělili divokou kartu. V den uplynutí trestu vyhrála nad Italkou Robertou Vinciovou ve dvou setech.
Titul ze silně obsazené dvouhry, v níž startovalo osm z deseti hráček elitní světové desítky, si odvezla stuttgartská rodačka Laura Siegemundová, která tak vybojoval druhou trofej v kariéře. První společné vítězství ve čtyřhře dosáhl americko-lotyšský pár Raquel Atawová a Jeļena Ostapenková.

## Distribuce bodů a finančních odměn

### Distribuce bodů
| Soutěž  | vítězky | finalistky | semifinalistky | čtvrtfinalistky | 16 v kole | 32 v kole | Q  | Q3 | Q2 | Q1 |
| ------- | ------- | ---------- | -------------- | --------------- | --------- | --------- | -- | -- | -- | -- |
| dvouhra | 470     | 305        | 185            | 100             | 55        | 1         | 25 | 18 | 13 | 1  |
| čtyřhra | 470     | 305        | 185            | 100             | 1         | —         | —  | —  | —  | —  |

### Finanční odměny
| Soutěž                                | vítězky  | finalistky | semifinalistky | čtvrtfinalistky | 16 v kole | 32 v kole | Q3     | Q2     | Q1   |
| ------------------------------------- | -------- | ---------- | -------------- | --------------- | --------- | --------- | ------ | ------ | ---- |
| dvouhra                               | €107 036 | €57 157    | €30 536        | €16 411         | €8 798    | €5 585    | €2 508 | €1 333 | €742 |
| čtyřhra                               | €33 482  | €17 885    | €9 774         | €4 974          | €2 702    | —         | —      | —      | —    |
| částky ve čtyřhře jsou uváděny na pár |          |            |                |                 |           |           |        |        |      |

## Ženská dvouhra

### Nasazení
| Stát                          | Hráčka               | WTA | Nasazení |
| ----------------------------- | -------------------- | --- | -------- |
| Německo                       | Angelique Kerberová  | 1.  | 1.       |
| Česko                         | Karolína Plíšková    | 3.  | 2.       |
| Slovensko                     | Dominika Cibulková   | 4.  | 3.       |
| Rumunsko                      | Simona Halepová      | 5.  | 4.       |
| Španělsko                     | Garbiñe Muguruzaová  | 6.  | 5.       |
| Spojené království            | Johanna Kontaová     | 7.  | 6.       |
| Polsko                        | Agnieszka Radwańská  | 8.  | 7.       |
| Rusko                         | Světlana Kuzněcovová | 9.  | 8.       |
| Žebříček WTA k 17. dubnu 2017 |                      |     |          |

### Jiné formy účasti
Následující hráčky obdržely divokou kartu do hlavní soutěže:
- Johanna Kontaová
- Maria Šarapovová[10]
- Laura Siegemundová

Následující hráčky postoupily z kvalifikace:
- Naomi Ósakaová
- Jeļena Ostapenková
- Tamara Korpatschová
- Anett Kontaveitová

Následující hráčka postoupila z kvalifikace jako tzv. šťastná poražená:
- Jennifer Bradyová

### Odhlášení
před zahájením turnaje
- Dominika Cibulková → nahradila ji  Jennifer Bradyová
- Caroline Garciaová → nahradila ji   Čang Šuaj
- Madison Keysová → nahradila ji  Darja Kasatkinová

## Ženská čtyřhra

### Nasazení
| Stát                                                                      | Hráčka                 | Stát      | Hráčka                            | WTA | Nasazení |
| ------------------------------------------------------------------------- | ---------------------- | --------- | --------------------------------- | --- | -------- |
| USA                                                                       | Abigail Spearsová      | Slovinsko | Katarina Srebotniková             | 42. | 1.       |
| Slovinsko                                                                 | Andreja Klepačová      | Španělsko | María José Martínezová Sánchezová | 60. | 2.       |
| USA                                                                       | Raquel Atawová         | Lotyšsko  | Jeļena Ostapenková                | 69. | 3.       |
| Německo                                                                   | Anna-Lena Grönefeldová | Česko     | Květa Peschkeová                  | 69. | 4.       |
| Žebříček WTA k 17. dubnu 2017; číslo je součtem umístění obou členek páru |                        |           |                                   |     |          |

### Jiné formy účasti
Následující páry obdržely divokou kartu do hlavní soutěže:
- Annika Becková /  Anna Zajová

## Přehled finále

### Ženská dvouhra
- Laura Siegemundová vs.  Kristina Mladenovicová, 6–1, 2–6, 7–6(7–5)

### Ženská čtyřhra
- Raquel Atawová /  Jeļena Ostapenková vs.  Abigail Spearsová /  Katarina Srebotniková, 6–4, 6–4